# 范氏氨基氮测定法
范氏氨基氮测定法（英語：Van Slyke determination）是一个以测定氨基酸所含伯胺基为目的的化学试验。试验时将样品与溶有亚硝酸钠的甘油、水与乙酸的溶液相接触。接下来的重氮化过程将会产生出氮气，后者可被定性地观察到或被定量地测量。

## 范斯莱克仪
范斯莱克仪（英語：van Slyke apparatus）在广义上来说是一种测定化学反应释放气体量的仪器。不仅可以用于测定氨基酸氮含量，在早期还可用于测定血样中氧气和二氧化碳含量。